# Ribaldia amatame
Ribaldia amatame är en fjärilsart som beskrevs av Dyar 1917. Ribaldia amatame ingår i släktet Ribaldia och familjen tandspinnare. Inga underarter finns listade.